# دی‌اس‌وی
دی‌اس‌وی (به دانمارکی: DSV) شرکت حمل‌ونقل دانمارکی است، که در زمینه ارائه خدمات ترابری جاده‌ای، هوایی، دریایی و لجستیک در سراسر جهان فعالیت می‌کند و به‌عنوان هشتمین شرکت بزرگ خدمات لجستیک جهان شناخته می‌شود.
پایه‌واساس این شرکت در سال ۱۹۷۶ با ادغام ۱۰ شرکت مستقل دانمارکی شکل گرفت. از سال ۱۹۹۷ تا ۲۰۰۸ تمامی شرکت‌های رقیب را در دانمارک خریداری و ادغام نمود، که این شرکت‌ها عبارتند از: شرکت حمل‌ونقل سامسون (ادغام ۱۹۹۷)، دی‌اف‌دی‌اس دن ترانسپورت (ادغام ۲۰۰۰)، باخمان (ادغام ۲۰۰۴)، فرانس ماس (ادغام ۲۰۰۶) و ای‌بی‌اکس لجستیک (ادغام ۲۰۰۸).
دفتر مرکزی شرکت دی‌اس‌وی در شهر کپنهاگ، دانمارک قرار دارد و دفاتر بین‌المللی آن در بیش از ۶۰ کشور جهان مستقر می‌باشند. بخشی از سهام شرکت دی‌اس‌وی در بازار بورس نزدک اوام‌اکس کپنهاگ معامله می‌شود.